# Lotarjow D-18

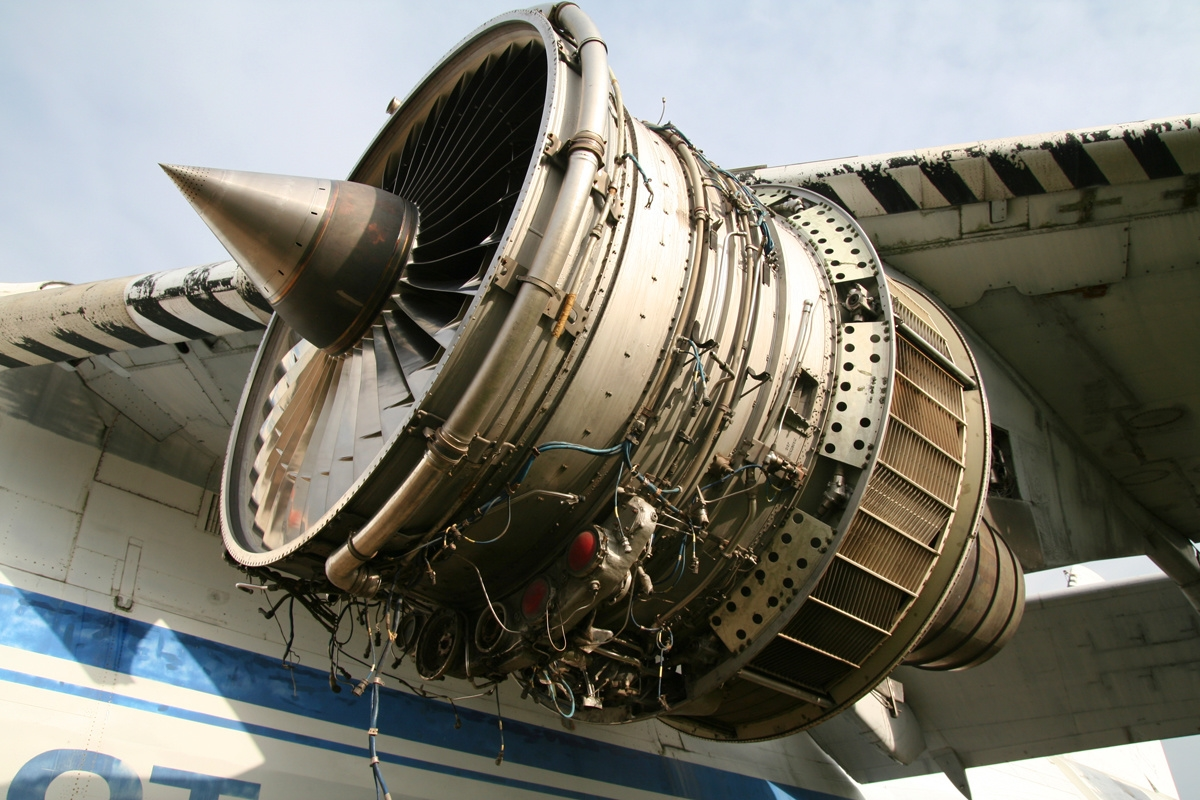
Lotarjow D-18T an einer Antonow An-124

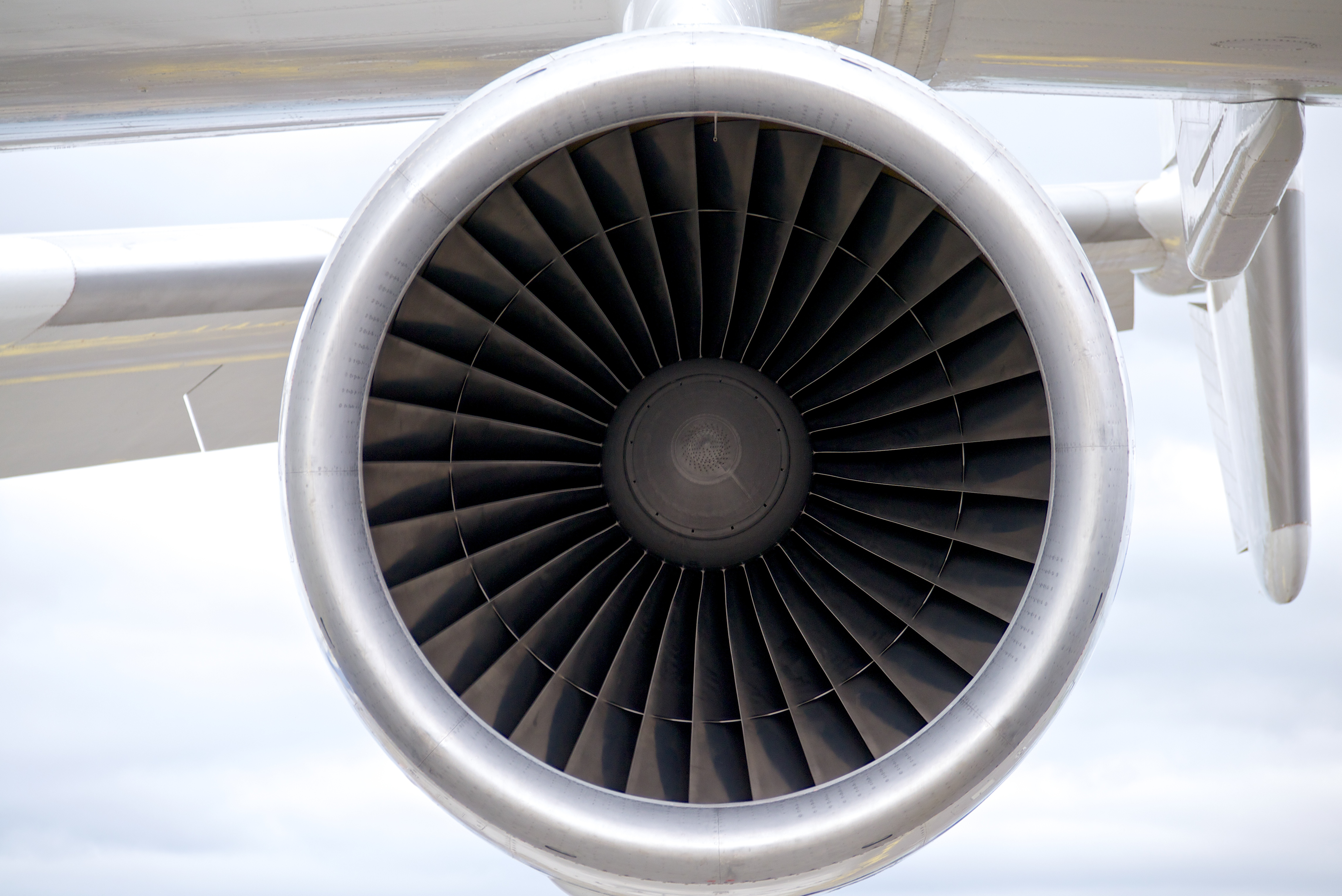
Lotarjow D-18T an der Antonow An-225 „Mrija“

Das Lotarjow D-18 (auch Iwtschenko Progress D-18 genannt) ist ein Dreiwellen-Turbofan-Triebwerk mit hohem Nebenstromverhältnis des Herstellers Iwtschenko Progress, das in der Sowjetunion entwickelt wurde und nach Wladimir Alexejewitsch Lotarjow benannt ist.
Das Mantelstromtriebwerk hatte seinen ersten Einsatz bei einem Jungfernflug im Jahr 1982 und ist für die beiden Flugzeugmuster Antonow An-124 und An-225 konzipiert worden. Es gilt als eines der leistungsstärksten Triebwerke weltweit.
Verwandte Triebwerke sind D-18TM und D-18TP, die an der geplanten An-218 verwendet werden sollten.

## Technische Daten
Als technische Daten werden genannt:
- Länge: 5,40 m
- Breite: 2,93 m
- Höhe: 2,79 m
- Fan-Durchmesser: 2,33 m
- Leergewicht: 4100 kg
- Kompressor: Siebenstufiger IP-Kompressor, siebenstufiger Axial-HP-Kompressor
- Brennkammer: Ringförmiges Verbrennungssystem
- Turbine: Einstufige Hochdruckturbine, 2 Hochdruckturbinenstufen, 4 Niederdruckturbinenstufen
- Maximale Schubkraft: 229,85 kN
- Gesamtdruckverhältnis: 27,5
- Schub-Gewicht-Verhältnis: ca. 5,7:1